# Масензівка
Масе́нзівка — село в Україні, у Березівській сільській громаді Шосткинського району Сумської області. Населення становить 45 осіб.

## Географія
Село Месензівка розташоване на березі річки Янівка, вище за течією примикає село Первомайське, нижче за течією примикає село Нарбутівка.
Поруч за 1.5 км пролягає залізниця, станція Холмівка.

## Історія
12 червня 2020 року, відповідно до розпорядження Кабінету Міністрів України № 723-р «Про визначення адміністративних центрів та затвердження територій територіальних громад Сумської області», село увійшло до складу Березівської сільської громади.
19 липня 2020 року, в результаті адміністративно-територіальної реформи та ліквідації Глухівського району, село увійшло до складу новоутвореного Шосткинського району.

## Назва
Литовське слова mėsìngas перекладається як «м'ясний».